# 3. okręg wyborczy w Oregonie
Trzeci okręg wyborczy w Oregonie co dwa lata wybiera swojego przedstawiciela do Izby Reprezentantów Stanów Zjednoczonych. Okręg został utworzony po spisie ludności w 1910 roku, gdy stan Oregon zyskał trzeciego przedstawiciela w Izbie Reprezentantów. Pierwsze wybory w okręgu przeprowadzono jesienią 1912 roku. Przedstawicielem okręgu w 110. Kongresie Stanów Zjednoczonych jest demokrata, Earl Blumenauer.

## Chronologiczna lista przedstawicieli
|    | Przedstawiciel            | Data objęcia urzędu  | Data opuszczenia urzędu | Partia polityczna    |
| -- | ------------------------- | -------------------- | ----------------------- | -------------------- |
| 1  | Abraham Walter Lafferty   | 4 marca 1913         | 3 marca 1915            | Partia Republikańska |
| 2  | Clifton Nesmith McArthur  | 4 marca 1915         | 3 marca 1923            | Partia Republikańska |
| 3  | Elton Watkins             | 4 marca 1923         | 3 marca 1925            | Partia Demokratyczna |
| 4  | Maurice Edgar Crumpacker  | 4 marca 1925         | 24 lipca 1927           | Partia Republikańska |
| 5  | Franklin Frederick Korell | 18 października 1927 | 3 marca 1931            | Partia Republikańska |
| 6  | Charles Henry Martin      | 4 marca 1931         | 3 stycznia 1935         | Partia Demokratyczna |
| 7  | William Alexander Ekwall  | 3 stycznia 1935      | 3 stycznia 1937         | Partia Republikańska |
| 8  | Nan Wood Honeyman         | 3 stycznia 1937      | 3 stycznia 1939         | Partia Demokratyczna |
| 9  | Homer Daniel Angell       | 3 stycznia 1939      | 3 stycznia 1955         | Partia Republikańska |
| 10 | Edith Starrett Green      | 3 stycznia 1955      | 31 grudnia 1974         | Partia Demokratyczna |
| 11 | Robert Blackford Duncan   | 3 stycznia 1975      | 3 stycznia 1981         | Partia Demokratyczna |
| 12 | Ronald Lee Wyden          | 3 stycznia 1981      | 5 lutego 1996           | Partia Demokratyczna |
| 13 | Earl Blumenauer           | 21 maja 1996         |                         | Partia Demokratyczna |